# 東北総合通信局
東北総合通信局（とうほくそうごうつうしんきょく）とは情報通信行政を所管する総務省の地方支分部局である。青森県・岩手県・宮城県・秋田県・山形県・福島県を管轄している。

## 所在地
〒980-8795　宮城県仙台市青葉区本町3丁目2-23 仙台第2合同庁舎

## コールサイン
東北総合通信局管内のアマチュア無線のコールサインは7が付く。

## 組織
局長の下、次の組織により構成されている。
- 総務部（総務課 - 企画広報室 - 財務課）
- 情報通信部（電気通信事業課 - 情報通信連携推進課 - 情報通信振興課）
- 放送部（放送課 - 有線放送課）
- 無線通信部（企画調整課 - 航空海上課 - 陸上課）
- 電波監理部（電波利用環境課 - 監視課 - 調査課）
- 東日本大震災復興対策支援室
- 総括調整官
- 信書便監理官

## 不祥事
- 2020年3月1日に局長の田中宏が仙台市内のホテルの女湯に侵入し、女性用下着を盗んだとして逮捕された。